# Clusiella cordifolia
Clusiella cordifolia är en tvåhjärtbladig växtart som beskrevs av José Cuatrecasas. Clusiella cordifolia ingår i släktet Clusiella och familjen Calophyllaceae. Inga underarter finns listade i Catalogue of Life.